# Trận Züllichau
Trận Züllichau, còn gọi là trận Kay hoặc là trận Palzig, diễn ra vào ngày 23 tháng 7 năm 1759 tại Brandenburg (Phổ) trong Chiến tranh Bảy Năm, giữa một bộ phận quân đội Phổ do tướng Carl Heinrich von Wedel chỉ huy với quân đội Nga do Nguyên soái Pyotr S. Saltykov chỉ huy. Quân Nga giành thắng lợi lớn và điều này đã mở đường cho họ tiến sâu vào lãnh thổ của Vương quốc Phổ - Lãnh địa Bá tước Brandenburg, khiến cho Friedrich II Đại Đế phải dàn quân chống trả vì lo sợ quân Nga thắng thế sẽ hợp binh với đồng minh của bọn họ là quân Áo.
Chiến bại tại Züllichau thể hiện một sai lầm của nhà vua: ông đã hướng tầm nhìn về quân Áo mà lại giao cho bộ tướng của mình đánh đại binh Nga, dù rằng Wedell đã đánh phá dữ dội được vào cứ điểm của quân Nga trong trận này và thậm chí là ban đầu cuộc tiến công thì quân Phổ do Trung tướng Manteuffel chỉ huy đại thắng được quân Nga. Tuy nhiên, người Phổ cứ thế chỉ càng ăn đạn của Pháo Binh Nga, làm cho lòng quả cảm của Wedell trở nên vô ích và người Nga đông quân hơn nên đã thắng trận vang dội. Wedell vốn không có tài thống soái, lại còn chưa bao giờ là một viên chỉ huy độc lập do đó dĩ nhiên là ông không thể thắng được trận này. Đây là một thất bại ê chề của lực lượng Quân đội Phổ trong những năm tháng vàng son dưới triều đại Friedrich II Đại Đế.
Thảm bại này đã mở màn cho chiến dịch thảm họa của Quân đội Phổ trong năm 1759. Cho dù không khiển trách gì Wedel, nhà vua Friedrich II Đại Đế đã hối tiếc trước sự ân sủng quá lớn của ông đối với vị tướng trẻ tuổi này. Ngoài ra, không những là một chiến công hiển hách của Saltykov trong chiến tranh, trận đánh này nằm trong hàng loạt chiến bại của quân Phổ trước quân Nga trong cuộc Chiến tranh Bảy Năm, ảnh hưởng không nhỏ tới sách lược ngoại giao của Friedrich II Đại Đế sau này.

## Bối cảnh lịch sử
Năm 1759 là năm thứ ba của cuộc Chiến tranh Bảy Năm (1756 - 1763) tại châu Âu: chiến dịch mở đầu với việc Quận công Ferdinand xứ Brunswick ra quân đánh Pháp. Dưới sự chỉ huy của ông, quân Liên minh Anh và vài tiểu quốc Tây Đức đại thắng quân Pháp, mà đỉnh điểm trận Minden lừng vang vào tháng 8 năm 1759. Có lúc em trai của nhà vua Friedrich II Đại Đế nước Phổ là Vương thân Friedrich Heinrich Ludwig còn tung quân sang hỗ trợ Ferdinand đánh lùi quân Pháp. Tuy nhiên, ở phía Đông thì quân chính quy Phổ gặp rắc rối nghiêm trọng: thương vong trong các trận đánh trước kết hợp với hiện tượng đào ngũ làm suy yếu nghiêm trọng các Trung đoàn một thời lừng vang của Quốc vương.
Trong khi đó, ở miền biên cương Phổ - Ba Lan từ ngày 24 tháng 2 cho đến ngày 4 tháng 3 năm 1759, vị Tướng Wobersnow - bấy giờ là một chiến binh hăng hái của Quân đội Phổ, quyết tâm theo đường Posen tiến binh vào Ba Lan để tận diệt các kho quân nhu của người Nga, đặc biệt là tên quý tộc Ba Lan Sulkowski. Ông ta tận tâm thu thập lương thực của Quân đội Nga, và quá tự kiêu vì mình được Nga hỗ trợ nên đã "tuyên chiến với Vua Phổ". Mặc dù vua Ba Lan tuyên bố trung lập nhưng Sulkowski cứ tiếp tục thực hiện các hoạt động thân Nga tại dinh Reisen. Hồi tháng 8 năm 1758, trong trận Zorndorf, Friedrich II Đại Đế đánh tan nát quân Nga và bắt giữ được Sulkowski, và bị giam cầm trong thành Küstrin ở xứ Brandenburg của Vương triều Phổ. Wobersnow và các chiến binh của ông phá tan tành kho lương Nga, bắt giữ Sulkowski cùng đội quân thân Nga của ông ta, và giải chúng về Glogau. 1 nghìn lính Ba Lan trong đội quân này đều bị bắt phải gia nhập quân ngũ Phổ. Nhận tin chiến thắng, Quốc vương Phổ thẳng thừng gửi quốc thư cho vua Ba Lan: "Do ông để cho bọn Nga hành qua qua đất ông mà tấn công tôi, có bằng chứng rõ ràng để ông chỉ cần suy nghĩ rằng phe bị tấn công phải có sự đáp trả tương tự". Triều đình Ba Lan đáp là "Đúng vậy!" nhưng không hề bàn gì về Sulkowski, và điều này thể hiện rõ sự suy yếu cùng cực của Nhà nước Cộng hòa Ba Lan thời bấy giờ, dần dần dễ làm mồi cho các láng giềng mà đặc biệt là Đế quốc Nga thôn tính. Hàng loạt quân lương tại Ba Lan bị hủy diệt, là thất bại nghiêm trọng của quân Ba Lan thân Nga vì số quân lương này có thể nuôi sống 5 vạn binh sĩ Nga trong vòng 3 tháng. Một kế hoạch nữa là quân Phổ tiến binh từ miền Hạ Silesia mà tấn công vùng Moravia, và thắng lợi vang dội đến mức người Áo phải tập trung binh lựa tại đây, do đó những lãnh thổ của Bohemia hướng Sachsen rộng mở. Thấy vậy, Vương đệ Heinrich - vị chỉ huy quân Phổ tại Sachsen - sau khi đánh đuổi lực lượng đồn binh của Đế quốc La Mã Thần thánh ra khỏi Thüringen, và điều động vài binh đoàn đánh xứ Bohemia, và chỉ trong vòng 5 ngày đã phá hủy sạch không còn một mống các kho đạn của quân Áo - Quân đội Đế quốc La Mã Thần thánh, với sức công phá gấp đôi cuộc tấn công Ba Lan không lâu trước đó. Người Phổ rút lui an toàn, trước khi viện binh Áo - Đế quốc La Mã Thần thánh có thể kéo đến. Song, Heinrich cho rằng đòn này hãy còn nhẹ. Ông tiến quân vào miền Franken, nơi đây có hai Sư đoàn La Mã Thần thánh đóng cứ. Quân Phổ đánh tan nát quân La Mã Thần thánh, bắt được nhiều tù binh, phá sạch kho lương, buộc dân chúng Franken phải cống nạp, sau đó ông rút quân về Sachsen.
Dần dần, Friedrich gầy dựng được quân đội bao gồm hơn 10 vạn binh sĩ. Tuy nhiên, so với các tử sĩ trước kia thì những tân binh này về sức chiến đấu kém xa. Do đó, ông không mấy thiện cảm với họ, mà truyền lệnh cho các Sĩ quan dùng kỷ cương thép để rèn luyện họ, do tinh thần kỷ luật của họ rất kém cỏi. Quân Bộ binh Phổ suy yếu, trong khi quân Áo tăng cường Pháo binh và tài khai thác địa hình. Thành thử, tuy nhà vua vẫn luôn coi trận đánh là quyết định tình hình nhưng quan điểm của ông trở nên thiên về phòng thủ hơn, vì qua mỗi chiến dịch, binh lực cứ suy sụp thêm, mà mỗi chiến thắng đều không thể đẩy kẻ thù ra khỏi vòng chiến. Bấy giờ, triều đình Áo và Pháp kêu gọi Đế quốc Nga tung quân vào chiến trường sớm hơn năm trước. Đại Công nương Áo là Maria Theresia đã đề nghị được người Nga tăng thêm binh lực. Quân Nga sẽ xâm phạm vào Vương quốc Phổ theo con đường Mark - Lissa, và Thống chế Áo là Bá tước Leopold Joseph von Daun tiến hành theo dõi người Nga. Từ đầu tháng 4 năm 1759, quân Nga đang đóng ở Ba Lan, đã bắt đầu thức tỉnh và tà tà tiến quân. Vào ngày 24 tháng 4 năm 1759, đội Tiền binh bao gồm 1 vạn quân Nga đi qua Thorn. Theo bước bọn họ có hai Sư đoàn Nga, mỗi Sư đoàn này đều có đến 3 vạn chiến binh tinh nhuệ. Dù người ta kể rằng "Saltykov băng qua sông Weischel cùng với 10 vạn đại binh", thực ra nếu không tính các binh lính Cossack, quân Nga chỉ có dưới 75 nghìn quân chính quy
Quân Nga hành về Posen thì Saltykov nhận thấy đống quân lương và cả Sulkowski đều đã biến mất. Thế là ông ta quyết định hợp binh với quân Áo của Daun, Trong khi ấy, Friedrich II Đại Đế không rõ là người Nga muốn lấy tỉnh Silesia hai là lãnh địa Brandenburg do chính ông làm lãnh chúa. Kể từ khi quân Nga vượt qua sông Weichstel, ông hướng hẳn tầm ngắm của mình vào kẻ địch hùng mạnh này. Ông đã nhiều lần ra quân đập tan các kho đạn của Nga, và lần này một kế hoạch còn lớn và mới mẻ hơn nữa được đề xướng, mà Tướng Wobersnow vẫn tiếp tục thực hiện. Tuy nhiên, nhà vua lại phải chuyển quân sang hướng khác, nơi nào nguy hiểm có thể xảy ra. Ông vẫn không thể rời khỏi trọng trách của ông, là ngăn ngừa Daun hợp binh với Saltykov. Do đó, ông phải thận trọng theo dõi Thống chế Daun.
Trong khi ấy, Daun hãy còn thụ động, hoặc có lẽ là chỉ tạm thời dừng quân. Nhưng do quân Nga tiến sâu vào Posen, vua Friedrich II Đại Đế chịu áp lực nặng nề hơn: ông phải cắt thêm quân để kháng cự cuộc xâm lăng của quân Thụy Điển tại Pomerania. Đây là cái khó của vị vua - chiến binh vĩ đại khi phải đương đầu với quân Liên minh các nước láng giềng: ông phải cắt giảm quân số quân chủ lực do đích thân ông thống lĩnh, dù rằng quân Thụy Điển là kẻ thù yếu hèn. Quân Phổ do Trung tướng Christoph Burggraf und Graf zu Dohna chỉ huy đã đại thắng, quân Thụy Điển phải tháo chạy khỏi hạt Stralsund, sau đến lúc này thì nhà vua ban chỉ dụ cho Dohna kéo đội quân nhỏ bé của mình về đánh quân Nga, những kẻ đang tiến về đánh họ. Bản thân nhà vua định thân chinh cầm binh ra đánh để quân địch không thể liên kết, nhưng điều này cần phải được thực thi sớm hơn do đó ông giao binh quyền cho Dohna. Quân Dohna có viện binh của Wobersnow và 1 vạn chiến binh của Trung tướng Hülsen từ Sachsen hành về. Quân Dohna có thể phải hủy diệt các kho đạn mới của người Nga, hoặc là, cũng tốt không kém vậy, là đánh thốc vào các Sư đoàn hãy còn phân tán của quân thù, và tiêu diệt hoàn toàn quân Nga. Nói chung, để làm được điều đó thì người Phổ phải có sĩ khí, quân thanh, phải hành binh thật linh động và làm cho tình hình trở nên sáng sủa hơn. Đó là quân lệnh của Dohna. Ông có 18 nghìn binh sĩ, bên cạnh ông Hülsen cũng có 1 vạn binh sĩ đang khí thế hành từ Sachsen về, và Wobersnow thì ít nhất là có trí tuệ của mình. Friedrich II Đại Đế hy vọng rằng quân Phổ sẽ đánh lui được quân Nga trong lần này, là cơ may cuối cùng để quân Áo không hợp binh được với quân Nga.
Dohna tổ chức một cuộc hành binh. Nhưng, ông không thể hành quân thật nhanh được. Ông đã cao tuổi, ốm yếu và dĩ nhiên là gặp chướng ngại. Ông dành chút thời gian triệu tập ba quân tại Stargard, thêm 12 ngày nữa tại Landsberg, trên sông Wartha ông sắp xếp lại các kho lương của quân ông, thế mà mãi đến ngày 23 tháng 6 thì ông mới đem binh đến Posen, 3 tuần sau khi đội Tiền binh Nga gồm 1 vạn chiến binh đóng quân kiên cố ở đó, và cứ mỗi ngày thì các toán lính Nga đổ xô vào đó. Friedrich cả giận viết rằng Dohna chậm như một con rùa, ngược với kỳ vọng của nhà vua là vị lão tướng sẽ "xử đẹp" Saltykov và đe dọa tiếp tế của người Nga: Dohna có 18 nghìn binh sĩ cùng với Wobersnow, giá như ông cứ đến Posen sớm hơn theo như lời khuyên can của Wobersnow thì có lẽ ông sẽ tiêu diệt được đội Tiền binh và kho đạn dược Nga, làm giảm hẳn áp lực của nhà vua. Nhưng ông vẫn cứ quyết tâm chờ Hülsen cùng một vạn chiến binh kéo đến (họ sẽ không kéo đến trong suốt từ 7 đến 8 ngày sau), trong khi đó các Sư đoàn Nga đã đầy đủ tại Posen. Như vậy, có thể thấy rằng Dohna đã không hoàn tất nhiệm vụ của ông. Tuy ông có kế hoạch đánh phá các kho đạn của quân Nga, mà nghe nói là được phòng vệ yếu ớt tại Posen, khi Dohna vượt sông Wartha thì ông chẳng thấy một kho đạn nào cả, sau đó ông vượt trở lại sông Wartha nhưng chẳng thể làm gì được Saltykov, hay chẳng thể đe dọa được gì đến quân lương của người Nga. Lúc này, nhà vua đang ngự tại miền Landeshut và suýt nữa thì lên đường chinh chiến trong "cuộc chinh phạt Trautenau" nhỏ nhoi này, cùng với đội Kỵ Pháo Binh gồm thâu bốn khẩu đại bác, nhưng vào ngày 29 tháng 7 thì ông trở nên thất vọng với hung tin rằng Dohna trở về mà không thể làm nên trò trống gì. Từ lúc này, ông chỉ toàn nghe hết tin dữ này cho đến tin dữ khác, chẳng có tin tốt nào cả. Quân Nga không phải đánh một trận nào với Dohna mà cũng đã thoát khỏi mối đe dọa này.
Cuối cùng thì Saltykov đã có thể đưa quân rời khỏi Posen trong vòng một ngày. Ông ta được lính Cossack hộ vệ, và, có lẽ ông ta muốn kéo đại binh đến đương đầu với mối họa Dohna, hoặc là ngăn cách vị lão tướng Dohna với xứ Brandenburg. Để làm được điều này, Saltykov phải thực hiện những mánh khóe công phu để gạt chân Dohna đi. Song, Saltykov cũng chẳng giỏi giang hơn gì Dohna cho lắm: ông cùng với ba vạn quân tinh nhuệ và quân lương ngặt nghèo tiến nhanh về phía trước và lặp phòng tuyến tại Crossen bên sông Oder (nếu nhà vua Friedrich II Đại Đế đoán được thì hẳn ông nghĩ rằng viên Thống chế Áo András Hadik hoặc là Quân giới Ernst Gideon von Laudon có thể hợp binh với người Nga tại đây). Dohna như vậy lại có thời cơ để ngăn ngừa Saltykov, nhưng ông đã không chớp lấy thời cơ này. Đối mặt với Saltykov, Dohna cứ thoái lui và thoái lui, cuối cùng khi về đất Brandenburg thì cả ông và người Nga đều không có quân lương. Cuối cùng, vào ngày 17 tháng 7 (một tuần sau khi nhà vua Friedrich II Đại Đế đến Schmöttseifen), Dohna và quân sĩ vào thị trấn Züllichau (Chỉ trong khoảng thời gian chiếm lấy nó trước khi Saltykov kéo đến), cách sông Crossen chừng 30 dặm. Sau cùng, lão tướng Dohna chẳng thể làm nên được một trò trống gì cả.
Friedrich II bấy giờ gặp vấn đề với các tướng lĩnh của ông. Ông đã phái Tướng von Wobersnow đến "hỗ trợ" Dohna vào đầu tháng 6 và Wobersnow có đề xướng kế hoạch đánh phá kho lương của quân Nga, như nhà vua gợi ý. Tuy nhiên, kế hoạch này đã không được thực thi và nhà vua có ngự bút thư gửi cho Wobersnow, với lời lẽ chỉ trích rất gắt gao: theo đó, ông coi Wobersnow giống như một kẻ thiếu quyết đoán, một kẻ chậm chạp, bất tài vô dụng, say rượu và là tấm gương xấu đã toàn quân tránh xa ra: "Alle sottisen die man im Krieg Thun kann haben Sie gethan". Có hai trang và cứ mỗi dòng lại càng có lời lẽ đanh thép hơn là dòng trước. Giờ đây, Friedrich II bất mãn với Dohna và xem nhẹ Wobersnow, do đó ông lâm vào khó khăn: trong các chiến dịch trước đây, các công thần của ông đều đã bị bắt sống hoặc là hy sinh trên trận tiền (Moritz, Retzow, Winterfeld, Keith). Một khi những vị dũng tướng hàng đầu của ông đều đã mất đi thì ông lại phải trông cậy những vị tướng ít tài cán hơn. Trong số ấy, chỉ có mỗi viên Trung tướng Carl Heinrich von Wedel là đã thể hiện xuất sắc tinh thần chiến đấu táo bạo của mình trong trận thư hùng quyết liệt ở Leuthen hồi năm 1757. Quốc vương quyết định huyền chức Dohna và giao cho Wedell đặc quyền (Alter-Ego), và theo chỉ dụ của ông thì Wedell trở thành quan Độc tài theo kiểu La Mã cổ đại:
| “                     | Giờ đây Khanh sẽ thống soái ba quân thay Trẫm, những quân lệnh của Khanh sẽ được thi hành trên danh nghĩa của Trẫm, nếu như Trẫm biết được. Trẫm phải khen ngợi tài năng chiến đấu của Aí Khanh trong trận Leuthen. Do đó, Khanh sẽ được cử làm Độc tài, giống như nhiều người La Mã xưa kia, để cải thiện tình hình ở sông Oder. Ta hạ chiếu cho Khanh tấn công giặc Nga ngay khi Khanh tiếp giáp với chúng; đập cho chúng tan tác và phá vỡ liên kết giữa giặc Nga và giặc Áo. | ” |
| — Friedrich II Đại Đế | |   |

Wedel chỉ đơn giản là hiểu rằng nhà vua muốn ông chỉ huy toàn thể quân chủ lực Phổ tiến công quân địch.

## Trận đánh
Trung tướng Wedell nắm trong tay 30 tiểu đoàn bộ binh và 63 sư đoàn kỵ binh, tổng cộng 27.400 người. Đối đầu với Wedell là đại quân Nga của Pyotr Semyonovich Saltykov với 54 tiểu đoàn bộ binh, 46 đội (рот) bộ binh ném lựu đạn, 58 sư đoàn bộ binh chính quy, 3900 lính Côdắc, tổng cộng là 52.300 người với 188 đại bác. Như vậy là quân số Nga đông gấp đôi quân Phổ và số pháo của Nga thì gấp 3 lần.
Vị trí trận địa nằm giữa con suối Eyhmyulen và một ngôi làng với ba mặt (bắc, nam, tây) được rừng cây bao phủ. Paltsig nằm ở triền dốc phía tây của một ngọn đồi, triền phía đông chạy về suối Eyhmyulen và triền phía Nam hướng về lòng chảo Tsauhergrund. Suối Eyhmyulen rất sâu và ngập nước, binh sĩ chỉ có thể vượt suối bằng hai con đường: đi qua một chỗ cạn hoặc băng qua tại một cây cầu gần Grossmyule. Đứng từ cao điểm Paltsig thì không thể nhìn thấy cây cầu này được. Cao điểm Paltsig đóng một vai trò rất quan trọng trong trận đánh vì nó án ngữ con đường đi tới Shmideberg và đem lại thuận lợi lớn cho các đơn vị phòng ngự ở đây.
Trước trận đánh, 15 sư đoàn khinh kị binh và long kị binh của Phổ bắt đầu hành động trinh sát trận địa. Tuy nhiên quá trình trinh sát diễn ra khá cẩu thả, bản thân Wedell tin tưởng chắc chắn rằng quân Nga sẽ không rời khỏi nơi đóng trại của mình ở Langmeyle. Vì vậy ông quyết định tấn công vào quân Nga tại vị trí trên con đường dẫn tới Krosen. Ông cũng dự định chiếm luôn các cao điểm Paltsig để ngăn không cho quân Nga giành được vị trí thuận lợi này. Tuy nhiên Xanticốp đã nhanh chân hơn Wedell và vào 13 giờ Paltsig đã lọt vào tay người Nga.
Ngay khi vừa kiểm soát được Paltsig, quân Nga phát hiện ra rằng kẻ địch của họ cũng đang hành quân với ý định đánh chiếm đỉnh đồi. Xanticốp liền đưa hàng quân đầu tiên của sư đoàn Fermor lên phía trước, chiếm lĩnh Tsauhergrund và con đường dẫn tới bến phà ở suối Eyhmyulen. Cánh trái được trấn giữ bởi lực lượng trinh sát của Golitsyn và khinh kị binh của Totleben. Phòng tuyến thứ hai của quân Nga bao gồm các sư đoàn Vilboa, đội giáp binh Yeropkin và trung đoàn dự bị Demiku. Pháo binh được chia làm 8 đội; trong đó 6 đội pháo trấn giữ ở cánh phải, nơi bị đe dọa nhiều nhất. Đến 14 giờ rưỡi thì việc chuẩn bị trận địa đã hoàn tất.
Quân Phổ vượt suối Eyhmyulen và đánh chiếm Shmideberg. Lúc này họ đã đứng trước trận địa của quân Nga. Cho rằng trước mặt mình chỉ là những đội tiên phong Nga ít ỏi, Wedell tự tin hạ lệnh công kích vào các vị trí Nga ở hai cánh. Các tướng Phổ Manteuffel và Gyulzen sẽ chỉ huy cánh phải đập vào cánh trái Nga, còn cánh trái của Phổ do Shtutergeym chỉ huy sẽ đương đầu với cánh phải Nga. Đội kỳ binh Kanitsa sẽ mở một cuộc tập hậu vào sau lưng quân địch nhằm quét sạch quân Nga ra khỏi Paltsig. Wedell tự tin đến mức ông không cho pháo binh hỗ trợ các cuộc công kích của Phổ.
Wedell đã phải trả giá cho sự chủ quan của mình. Cánh phải của quân Phổ bị pháo binh Nga bắn cho bầm dập, các đợt tấn công của họ liên tiếp bị người Nga bẻ gãy và chịu thiệt hại lớn. Thành quả lớn nhất của cánh phải quân Phổ là một đợt công kích tuyệt vọng của Gyulzen vào trung tâm quân Nga, sự liều lĩnh và dũng cảm của người Phổ đã giúp họ phá vỡ được trận tuyến và tiến vào trung tâm trận địa. Tuy nhiên một trận ác chiến bằng lưỡi lê đã diễn ra và các lưỡi lê của người Nga đã chọc thủng mũi công kích này. Bản thân tướng Manteuffel cũng bị trọng thương. Còn đợt tấn công của Shtutergeym thất thất bại ngay lập tức: cánh trái quân Phổ bị pháo binh Nga lạnh lùng chặn đứng và họ buộc phải rút lui với thương vong nặng nề. Mưu kế của quân Phổ nhằm đánh lừa cánh trái quân Nga cũng bị Totleben phá hỏng ngay từ đầu. Lực lượng kỳ binh của Kanitsa cũng không tránh được sự đón đánh của các đội hậu binh Nga và đợt tập hậu cũng thất bại nốt. Không còn lo lắng gì về cánh trái nữa, Xanticốp điều quân qua cánh phải đối phó với Shtutergeym. Tại đây, người Phổ tung ra một nỗ lực cuối cùng và thu được chút thành công: đội giáp binh của Shorlemera đã áp đảo tuyến đầu của quân Nga và tiến đến phòng tuyến thứ hai. Tuy nhiên một trận đánh giáp lá cà bằng lưỡi lê lại bùng nổ: cũng giống như trận đánh của Gyulzen, các binh sĩ Nga dưới sự chỉ huy của Yeropkin, Gaugrebena và Demiku (ông hy sinh trong trận đánh) đã chiến đấu dũng cảm và không cho phép Shorlemera tiến thêm một tấc đất nào. Các cuộc công kích của Wedell đã bị chặn đứng một cách không thương tiếc. Cuối cùng, vào lúc 19 giờ, trận Züllichau kết thúc với chiến thắng toàn diện của người Nga.

## Kết quả
Tổn thất của quân Phổ trong trận chiến thật sự thê lương. Theo Dorn và Engelmann, người Phổ mất 6800 binh sĩ (24,7 phần trăm lực lượng) còn người Nga là 4800 (9,2 %). Kersnovsky thì đưa ra con số 9-12 nghìn thương vong cho phía Phổ. Tuy nhiên, Xanticốp đã bỏ mất cơ hội truy kích tàn binh Phổ. Thay vào đó ông cho toàn quân nghỉ ngơi và tổ chức buổi lẽ mừng của tín hữu Ki-tô giao4 trên ngọn đồi Shmideberg. Wedell nhờ đó đã có thể tập hợp tàn binh vượt sang bờ Tây sông Oder cố thủ.
Về phía mình, khi nghe tin thất trận từ Carl Heinrich von Wedell, Phriđrích Đại đế buộc phải vội vã điều đại binh lên phía Bắc và đích thân chỉ huy ba quân nghênh chiến với Xanticốp. Ông giao lại việc đối phó với quân Áo và với Thống chế Daun cho Vương đệ Heinrich - người đã lập nhiều công lao to lớn ở Sachsen và Böhmen - và chấp nhận để cho Sachsen bị đe dọa bởi quân Áo - khu vực này chỉ còn được bảo vệ bởi một lượng binh sĩ ít ỏi. Tuy nhiên sự thân chinh của nhà vua Phổ cũng không giúp quân đội của ông thoát khỏi thất bại ê chề và đầy thảm họa trong Trận Kunersdorf đẫm máu. Chiến dịch năm 1759 của cuộc Chiến tranh Bảy Năm, mà mở màn là trận bại ở Palzig, trở thành một thảm kịch trong lịch sử quân sự Phổ.
Sau thảm bại của Wedell trong trận tấn công ở Kay, thiên tài quân sự của Friedrich II Đại Đế được xem là ở mức thấp nhất. Trong cuộc Chiến tranh Bảy Năm, quân Nga đã thắng vài trận lớn và trận thắng ở Palzig - một chiến công hiển hách của Nguyên soái Saltykov - là một trong số đó. Điều ấy ảnh hưởng không nhỏ đến sách lược ngoại giao của nhà vua nước Phổ sau khi ông thắng lợi cuộc Chiến tranh này.